# كيغ
كيغ (بالإنجليزية: Cage)‏ هو منتج أسطوانات وكاتب أغاني ومغني وموسيقي أمريكي، ولد في 4 مايو 1973 في فورتسبورغ في ألمانيا.

## وصلات خارجية
- الموقع الرسمي
- كيغ على موقع IMDb (الإنجليزية)
- كيغ على موقع ميوزك برينز (الإنجليزية)
- كيغ على موقع أول ميوزيك (الإنجليزية)
- كيغ على موقع ديسكوغز (الإنجليزية)
- كيغ على موقع قاعدة بيانات الفيلم (الإنجليزية)